# Tamarod

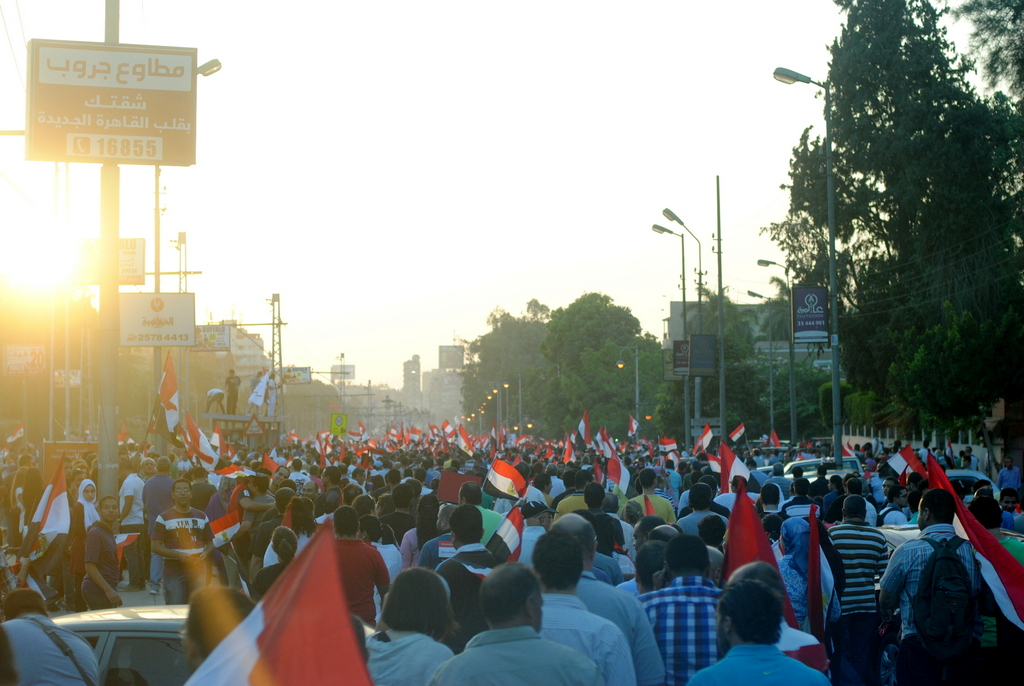
Manifestación anti-Morsi en El Cairo, Egipto (28 de junio de 2013)

Tamarod (rebelión en lengua árabe) es una organización civil fundada en abril de 2013 por los miembros del Movimiento Egipcio por el Cambio, que se formó en 2004 para impulsar la reforma política bajo el gobierno del expresidente Hosni Mubarak.
En junio de 2013 Tamarod convocó protestas masivas asegurando haber acumulado más de 22 millones de firmas a favor de la dimisión del entonces presidente Mohamed Morsi, las cuales acabaron provocando el Golpe de Estado en Egipto de 2013.